# 23 avril dans les chemins de fer
23 mars 23 mai
Chronologies thématiques
- Croisades
- Sports
- Disney

Cette page concerne les événements qui se sont déroulés un 23 avril dans les chemins de fer.

## Événements

### XXIesiècle
- 2003. Royaume-Uni : la concession du Merseyrail (région de Liverpool) est attribuée par la Strategic Rail Authority au consortium formé par Serco Rail et Nederlandse Spoorwegen (chemins de fer néerlandais).
- 2004. Corée du Nord : catastrophe ferroviaire dans la gare de Ryongchon, l'explosion d'un train de marchandises dangereuses fait 161 morts et plus de 1300 blessés.
- 2006. Corée du Nord : une nouvelle catastrophe ferroviaire révélée par l'ONG Good Friends aurait fait près de 1000 morts. Un train bondé de soldats aurait vu ses freins lâcher et aurait heurté violemment un autre train, lui aussi rempli de soldats.